# Княжичи
Княжичи (на украински: Княжичі) е село в Киевска област, северна Украйна, административен център на Княжишкия селски съвет в Броварски район. Населението му е около 5 207 души.
Разположено е на 111 m надморска височина в Източноевропейската равнина, на 19 km източно от центъра на столицата Киев. Първото споменаване на селото е от 1489 година, когато то е монашеско селище в границите на Великото литовско княжество.